# (4702) Berounka
(4702) Berounka (1987 HW) – planetoida z grupy pasa głównego asteroid okrążająca Słońce w ciągu 4,67 lat w średniej odległości 2,79 j.a. Odkryta 23 kwietnia 1987 roku.